# Leidseplein 28
Leidseplein 28/Leidsekade 97 te Amsterdam is een complex gebouwen in Amsterdam-Centrum. Het is vanaf de oplevering in gebruik bij het American Hotel.

## Eerste versie
Op wat toen een terrein voor de Leidsepoort heette werd van 1879 tot 1881 gebouwd aan de eerste versie van het hotel. Het ontwerp was van de eigenaar Cornelis Alidus Anne Steinigeweg onder auspiciën van architect Eduard Cuypers. In april 1881 was de bouw zover gevorderd, dat het aangesloten moest worden op het Liernurstelsel (riolering). In oktober 1881 kon de restauratie en het koffiehuis geopend worden. Het geheel was opgetrokken in de stijl van de Weense renaissance. Het had een grondoppervlak van circa 400 m2 en was te herkennen aan een koepel, die 36 meter boven de grond zijn hoogtepunt had. Cuypers vader Henri (Henricus Hubertus Cuypers) leverde decoraties. Het gebouw werd geflankeerd door een politiebureau en brandweerkazerne aan de hoek Leidsekade/Leidseplein; aan de overzijde van de Marnixstraat stond Schouwburg van De Witte die in 1890 afbrandde en vervangen werd door de Stadsschouwburg.

## Tweede versie
In 1899 vond er een ruil in terreinen plaats op het Leidseplein. Het hotel kreeg het terrein van politie en brandweer, die vertrokken naar een terrein van de heer Steinigeweg op een ander deel van het Leidseplein. Daardoor was het mogelijk het succesvolle American Hotel flink uit te breiden. In de praktijk bleek dat het gebouw van Cuypers werd afgebroken, het was niet meer geschikt voor een moderne horecavoering. Bovendien had de eigenaar ook een aanpalend deel van de Marnixstraat weten te bemachtigen. De architecten Willem Kromhout en Herman Gerard Jansen kwamen met een nieuw gebouw in de eclectische stijl met kenmerken uit de neorenaissance, neogotiek en Jugendstil. Bouwmaterialen bestonden uit Limburgs lichtkleurig baksteen (waalformaat en hier en daar verglaasd), Beijers graniet, tufsteen etc. Door het toepassen van veel steen en cementijzer werd het risico op branddoorslag aanmerkelijk teruggebracht. Kromhout lichtte zijn ontwerp toe tijdens een vergadering van Architectura et Amicitia, gehouden in het hotel. Eind mei 1900 volgde de aanbesteding tot de bouw van een nieuw hotel en café restaurant. In mei 1902 kon het nieuwe complex geopend worden met 75 hotelkamers. Kromhout en Jansen schakelden kunstenaar Bert Nienhuis in voor tegeltableaus.
Laat jaren twintig kwamen wederom plannen tot uitbreiding. In 1927 volgde een aanbesteding voor paalfundering en betonwerken. De nieuwe "vleugel" aan de Leidsekade was mede noodzakelijk vanwege de naderende Olympische Zomerspelen 1928; als ontwerpers werden architect Gerrit Jan Rutgers en ingenieur Klaas Bakker (Oosterend, 1882 - Wageningen, 1952) aangetrokken. Voor het hotel moesten een aantal woningen en hotel Philadelphia gesloopt worden. Rutgers liet bouwen in een modernere stijl, maar die aansloot op het werk van Kromhout en Jansen. Beeldhouwer Theo Vos leverde een beeldengalerij van tien wereldburgers. In 1954 moest het hotel weer uitbreiden; deze verbouwing was eenvoudiger; er werd gedurende de zomer een extra verdieping toegevoegd.
Het gebouw werd in gedeelten tot rijksmonument verklaard. Het "oude" gedeelte met vele galerijen, erkers, balkons, dakkapellen bereikte die status op 23 juli 1974. Toen was het nieuwe deel van Rutgers nog te jong voor die status; dit hiaat werd op 11 december 2001 opgevuld. Toen was het hotel al verbouwd (1985 en 2000), ook daarna vonden er verbouwingen plaats zoals in 2007. Opvallend is dan nog steeds de merkwaardige vierkante toren op de hoek van Leidsekade en Leidseplein (aldus monumentenregister); min of meer een overblijfsel van het politiebureau en brandweerkazerne.

## Afbeeldingen

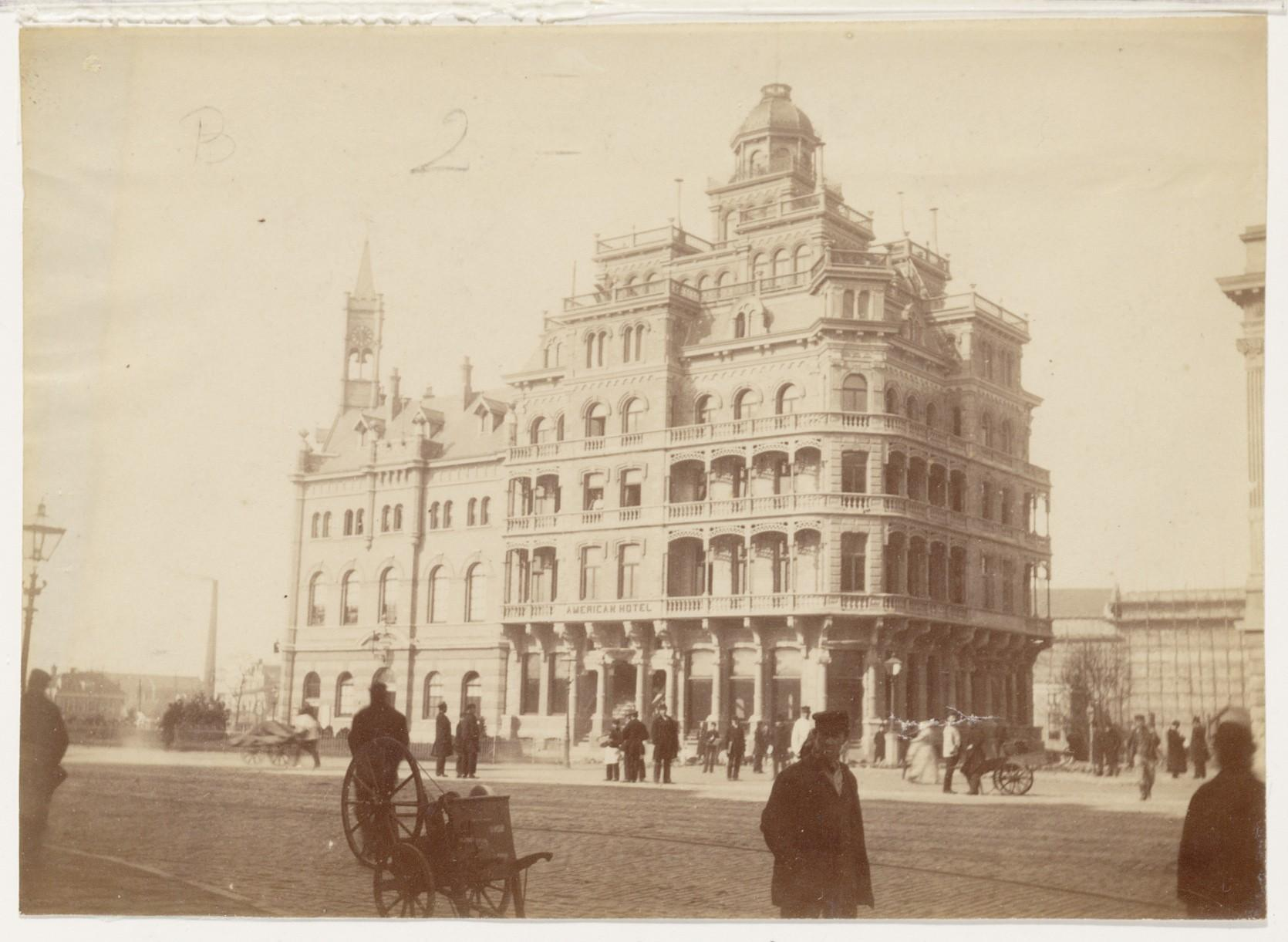
American Hotel van Cuypers in jaren 80 (19e eeuw)
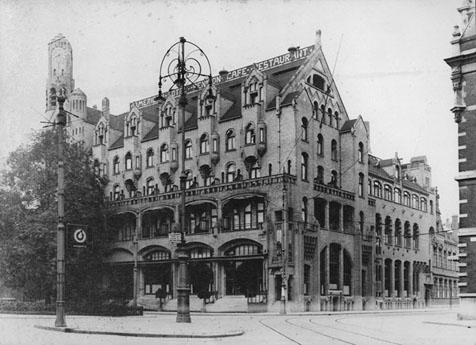
American Hotel in 1902
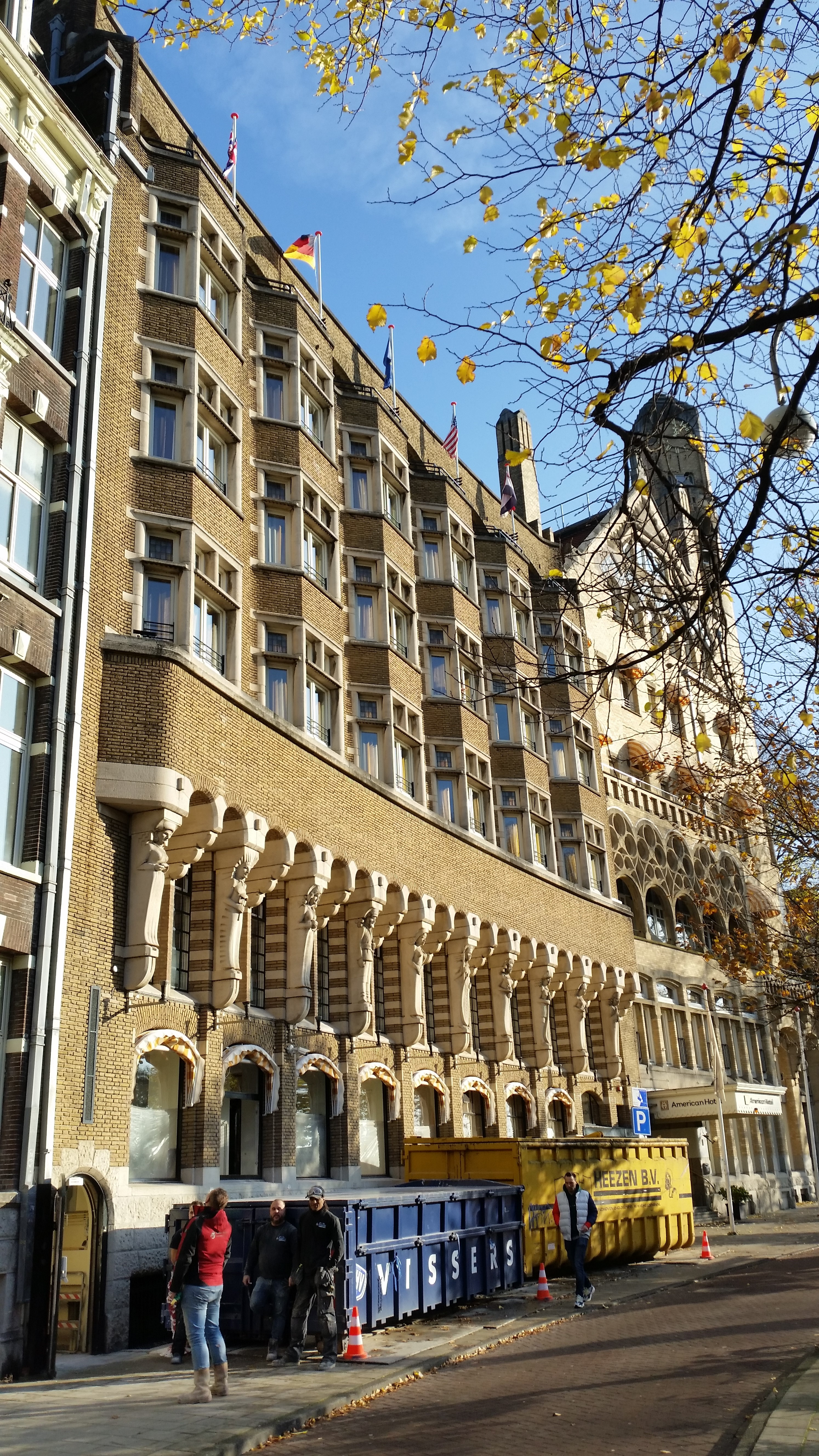
American Hotel, deel Rutgers (november 2019)
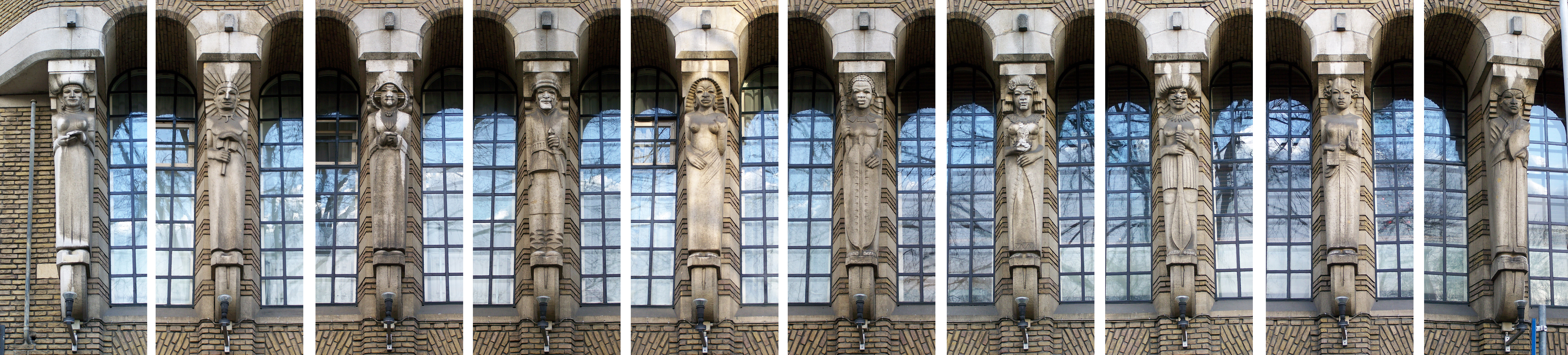
Wereldburgers van Vos (2008)